# Magnus Carlsen
Sven Magnus Øen Carlsen, norveški šahovski velemojster, * 30. november 1990, Tønsberg, Norveška. 
Carlsen je veljal za čudežnega dečka, saj je pri 13-ih letih že postal šahovski velemojster. Njegov najvišji rating ELO je 2882 in je najvišji v zgodovini šaha. Z višino ratinga je premagal Kasparova, ki je po mnenju mnogih še vedno najboljši šahovski igralec vseh časov. 
Carlsen se je rodil v Tønsbergu. Šah se je naučil igrati pri petih letih, pri čemer ni pokazal velikega zanimanja za to igro. Ko je začel trenirati šah, je že pokazal veliko potenciala in je nemudoma premagoval najboljše norveške igralce. V prostem času je zelo rad smučal in igral nogomet, pred šahovskimi tekmovanji je pa bral stripe Racmana Jake.
V svoji kratki karieri je dosegel številne uspehe. Presegel je doslej najvišjo ratinško mejo in je samo vprašanje časa, kdaj bo dosegel mejo 2900 ratinških točk, kar ni uspelo še nobenemu. Je trenutna (julij 2015) št. 1 svetovnega šaha.